# Filipkowce

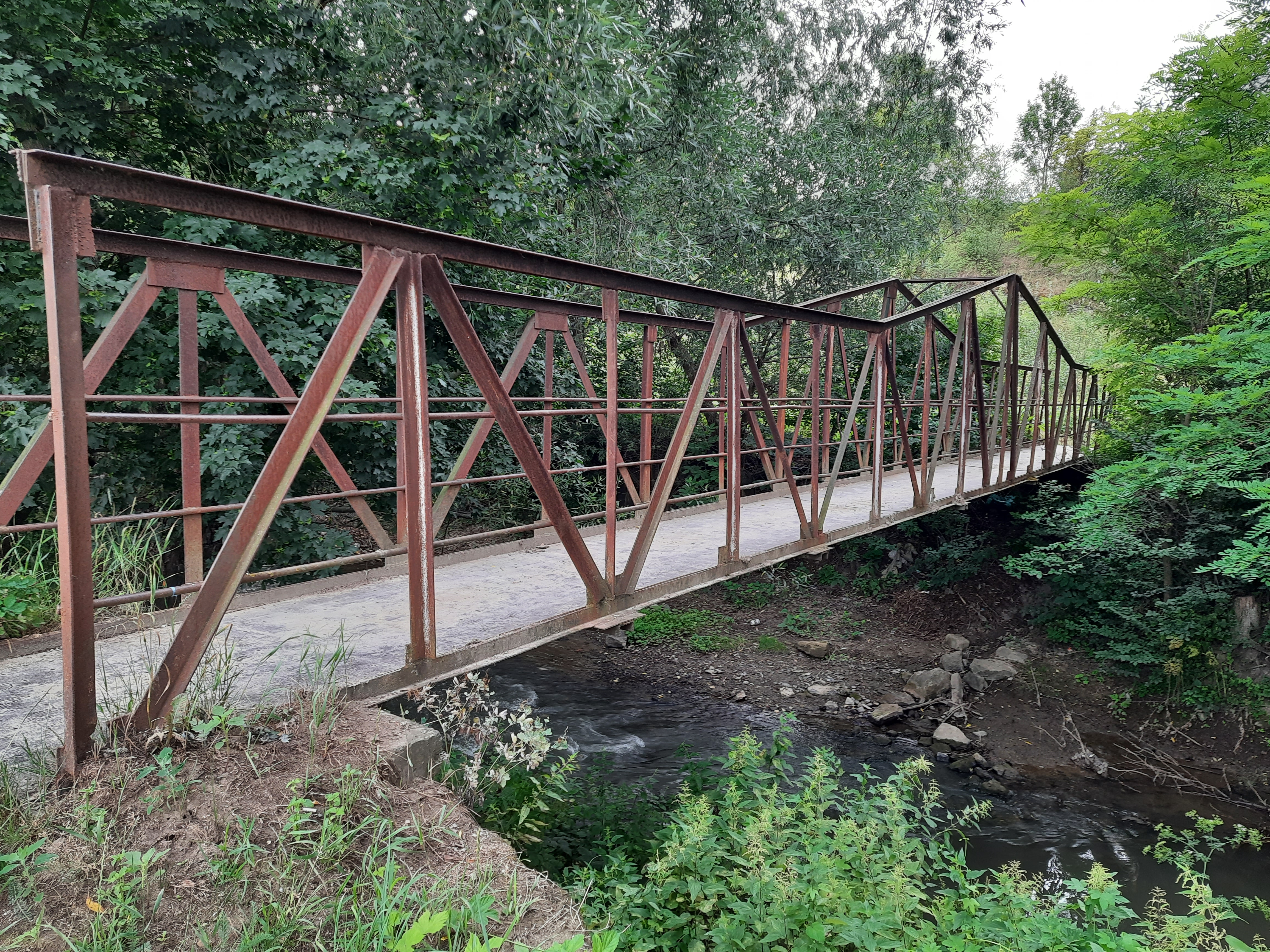
Most nad rzeką Niczlawa

Filipkowce (ukr. Пилипче, Pyłypcze) – wieś na Ukrainie w rejonie czortkowskim należącym do obwodu tarnopolskiego. 
W II Rzeczypospolitej wieś w powiecie borszczowskim województwa tarnopolskiego. Wieś liczy 589 mieszkańców.
W latach 1944-1945 nacjonaliści ukraińscy z OUN-UPA zamordowali tutaj 15 Polaków.
Do 2020 w rejonie borszczowskim.